# Labajos
Labajos település Spanyolországban, Segovia tartományban. Labajos Maello és Muñopedro községekkel határos. Lakosainak száma 106 fő (2024).

## Népesség
A település népessége az elmúlt években az alábbi módon változott:
| Lakosok száma | 152  | 146  | 150  | 150  | 147  | 146  | 126  | 106  | 102  | 106  |
|               | 2001 | 2004 | 2007 | 2009 | 2012 | 2014 | 2017 | 2019 | 2022 | 2024 |